# Nüven
Nüven ist ein Ortsteil der Stadt Melle im Landkreis Osnabrück in Niedersachsen. Der Ort bildete bis 1970 eine Gemeinde im damaligen Landkreis Melle und gehört heute zum Meller Stadtteil Wellingholzhausen.

## Geographie
Nüven besitzt keinen Dorfkern, sondern ist eine Streusiedlung nordöstlich von Wellingholzhausen.

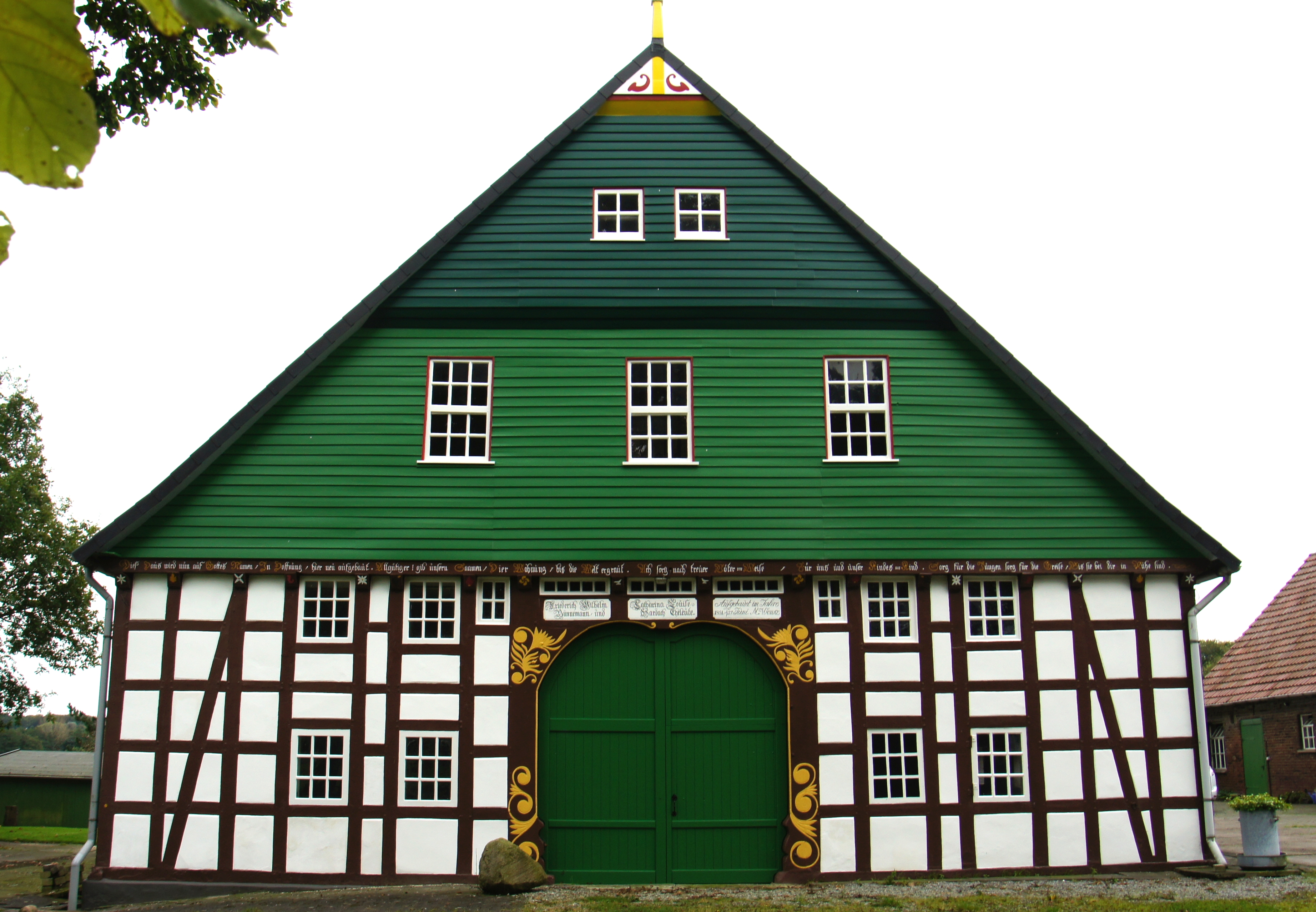
Ein Hofgebäude in Nüven

## Geschichte
Die Bauerschaft Nüven gehörte bis zu den Napoleonischen Kriegen zum Amt Grönenberg des Hochstifts Osnabrück. Von 1807 bis 1810 gehörte Nüven zum Kanton Melle des napoleonischen Satellitenstaats Königreich Westphalen. Von 1811 bis 1813 gehörte der Ort unmittelbar zu Frankreich und dort zur Mairie Wellingholzhausen im Arrondissement Osnabrück des Departements der Oberen Ems. 1814 kam Nüven zum Königreich Hannover und bildete dort eine Gemeinde im Amt Grönenberg. 1867 fiel Nüven mit dem gesamten Königreich Hannover an Preußen und seit 1885 gehörte die Gemeinde zum Landkreis Melle. Innerhalb des Landkreises Melle gehörte die Gemeinde zur Samtgemeinde Wellingholzhausen. Am 1. Januar 1970 wurde Nüven in der ersten Phase der Gebietsreform in Niedersachsen in die Gemeinde Wellingholzhausen eingegliedert. Diese wiederum wurde am 1. Juli 1972 Teil der Stadt Melle.

## Einwohnerentwicklung
| Jahr | Einwohner | Quelle |
| ---- | --------- | ------ |
| 1845 | 222       | [ 2 ]  |
| 1871 | 191       | [ 3 ]  |
| 1910 | 234       | [ 4 ]  |
| 1939 | 214       | [ 5 ]  |
| 1950 | 332       | [ 6 ]  |
| 1961 | 215       | [ 6 ]  |

## Baudenkmale
In Nüven sind mehrere Bauwerke denkmalgeschützt:
- Ein Heuerhaus an der Hoppenstraße 1
- Eine Hofkapelle an der Hoppenstraße
- Ein Heuerhaus und ein Wegekreuz an der Altenmeller Straße 37
- Eine Gruppe von landwirtschaftlichen Gebäuden an der Altenmeller Straße 39
- Ein Heuerhaus an der Altenmeller Straße 43
- Eine Gruppe von landwirtschaftlichen Gebäuden an der Altenmeller Straße 45